# Франтішкові Лазні
Франтішкові Лазні (чеськ. Františkovy Lázně, нім. Franzensbad) — курортне місто у Чехії, в Рудних горах, на території Карловарського краю, поблизу міста Хеб, за 65 км. На південний захід від Карлових Вар, неподалік від кордону з Німеччиною.
Франтішкові Лазні — місто з 1793 року. Як бальнеологічний курорт відоме з 1827 на базі Хебських залізно-лужних джерел (всього їх 24). Води вуглекислі хлористі натрієві, сульфатно-гідрокарбонатні. Відрізняються також високим вмістом заліза. Клімат помірний, сухий, з теплим літом й доволі м'якою зимою (середня температура липня +17,5 °C, з травня по вересень +15,2 °C; опадів випадає близько 700 мм на рік). Курорт добре захищений від вітру горами. Сезон – з травня по жовтень. 
Лікування захворювань серцево-судинної системи, опорно-рухового апарату, захворювань сечостатевої системи. Методи лікування — ванни, інгаляції, пиття мінеральних вод. У лікуванні використовується залізовмісний торф. Поблизу міста — природний парк Гайєк.
Популярний курорт свого часу відвідали Гете, Альфред Нобель, Айседора Дункан, Франц Кафка і багато інших знаменитостей. 
У тодішньому Франценсбаді провів суботу, 14 квітня 1945 року гетьман України Павло Скоропадський, який прямував з села Меллінген (під Ваймаром) до Оберстдорфу в південній Баварії, де тоді перебувала його родина. 
Колишнього гетьмана супроводжували донька гетьманівна Єлизавета, особистий секретар Дмитро Грищинський і няня Скоропадських. За спогадами доньки Єлизавети, батько розглядав можливість залишитися у Франценсбаді і перечекати тут приходу американців. Проте невдовзі він відкинув цю ідею. 
"Франценсбад - дуже гарне місто, - згадувала гетьманівна Є. Скоропадська-Кужім останні дні Другої світової війни, - але всі люди були непривітні. Почувалося, що всі розгублені. Усе всім було байдуже. Деякі урядовці чекали й приготовлялися на вступ (радянської армії). Видко було, що дехто збирався тікати".
Скоропадським пощастило зустріти на вулиці міста православного священика. Завдяки йому знайшовся молодий українець з товаришем - вони й погодилися відвезти речі Скоропадських до сусіднього міста Егера. 71-річному гетьманові разом з секретарем довелося пішки долати дальших 10-12 км шляху від м. Франценсбад. За два дні, 16 квітня 1945 року, під час бомбардування англо-американською авіацією станції Платлінг поблизу Мюнхена, гетьмана смертельно поранено.

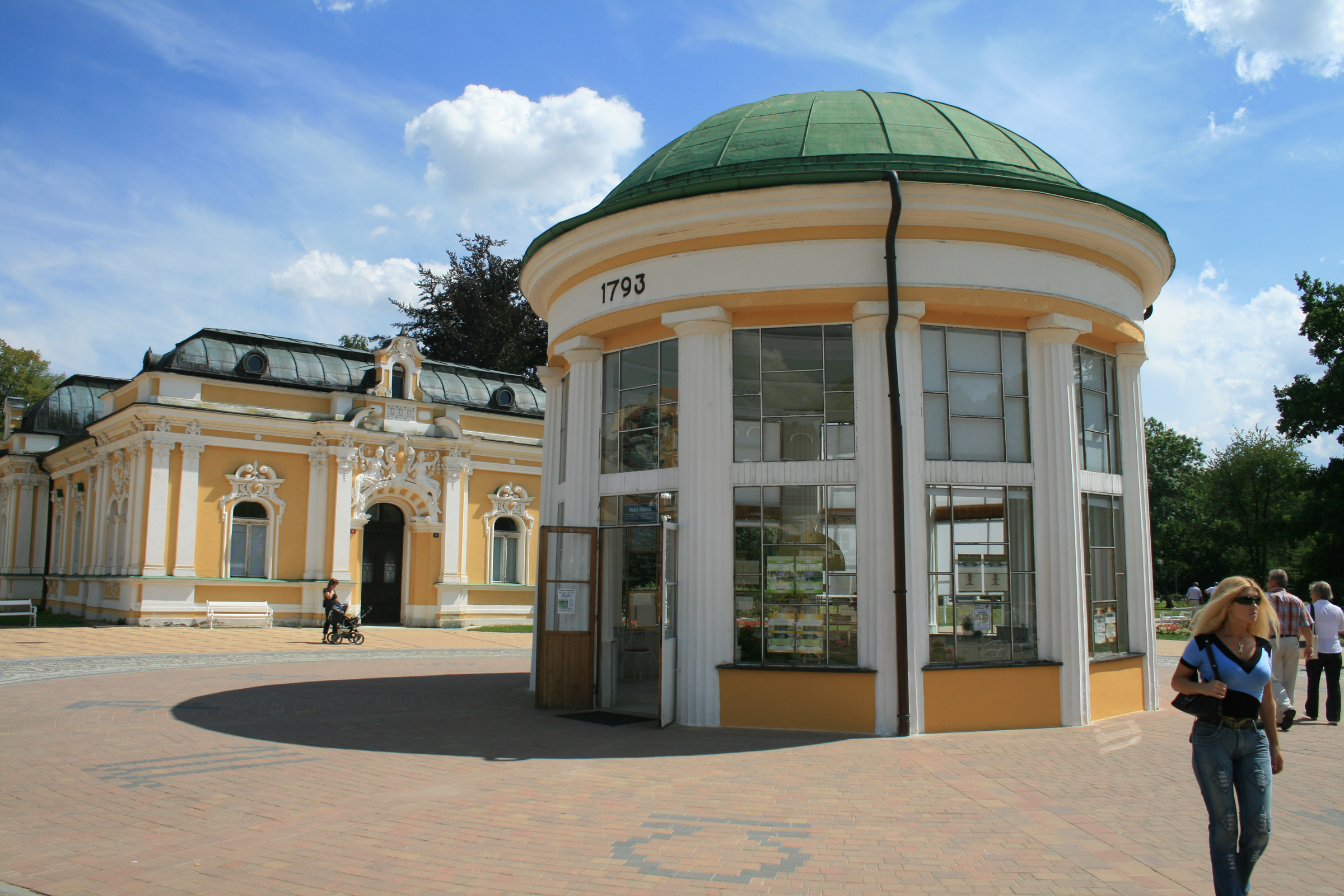
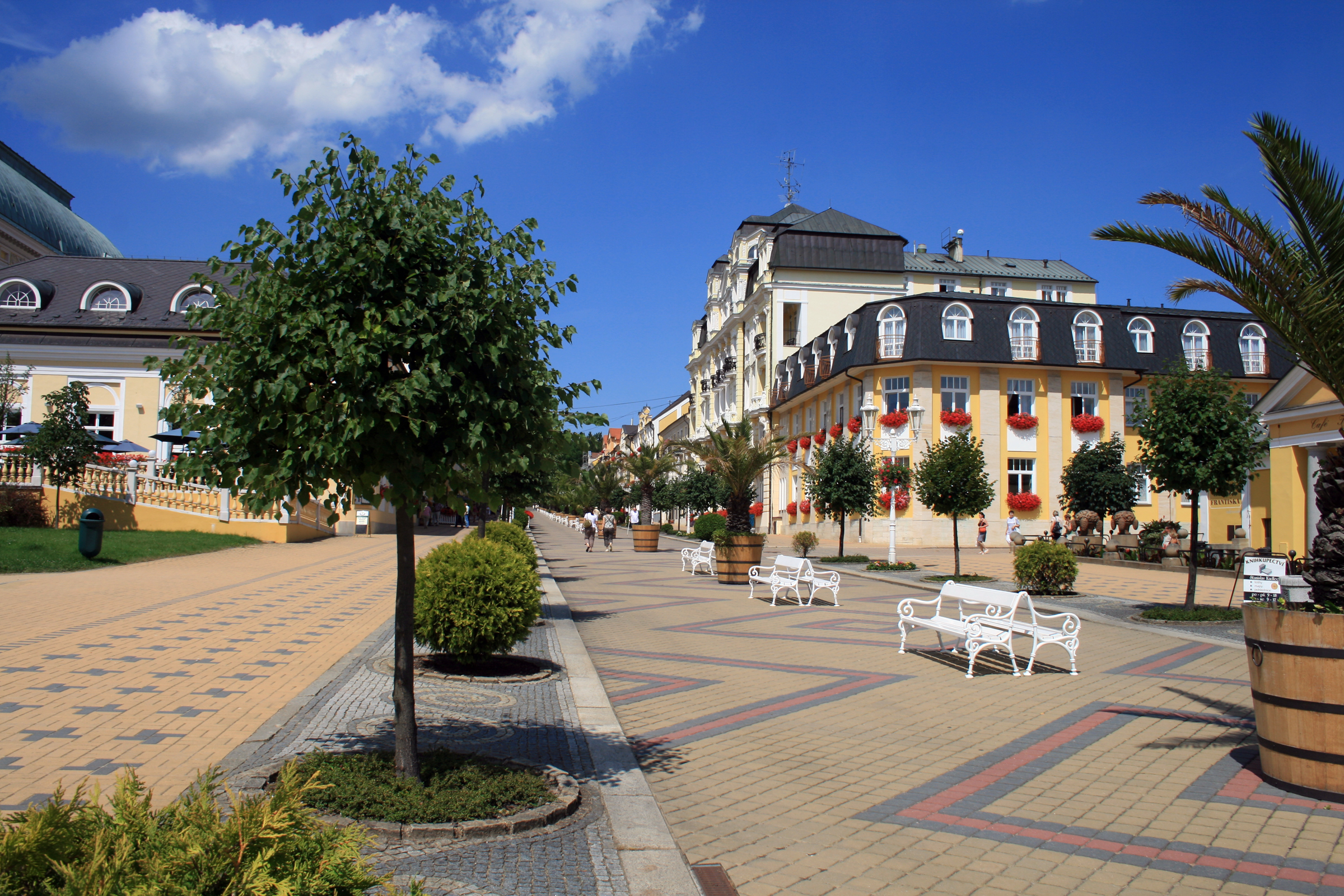
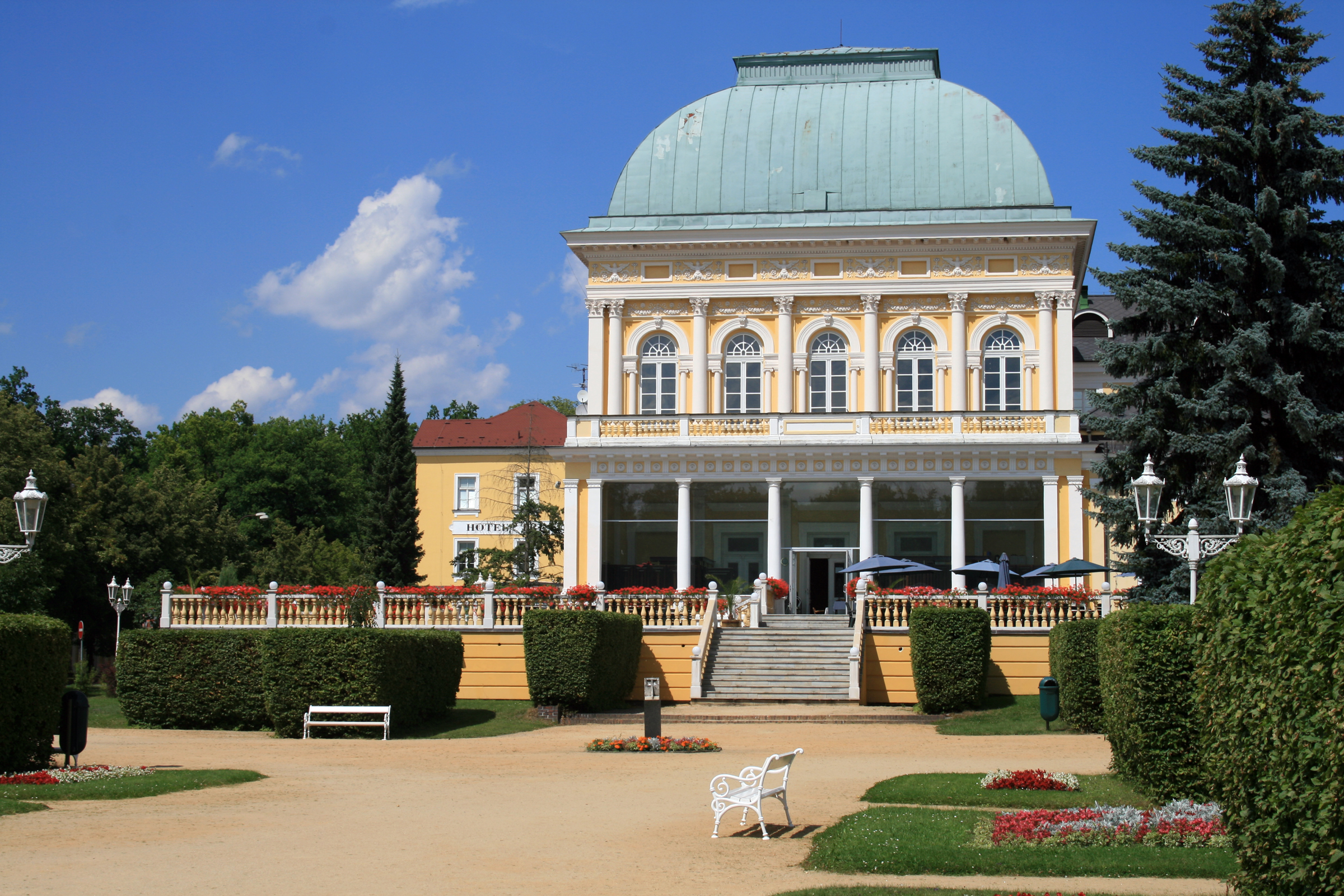
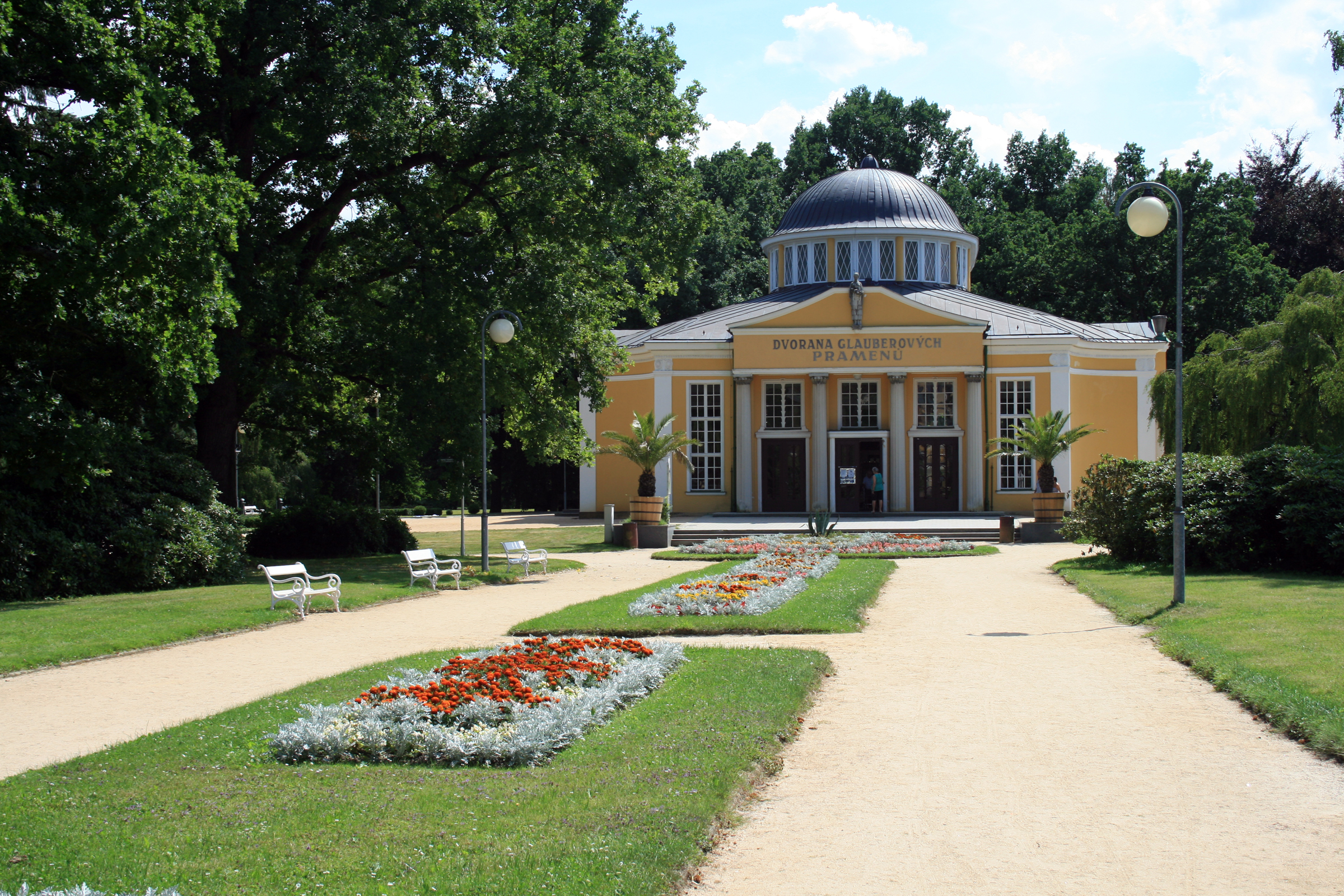
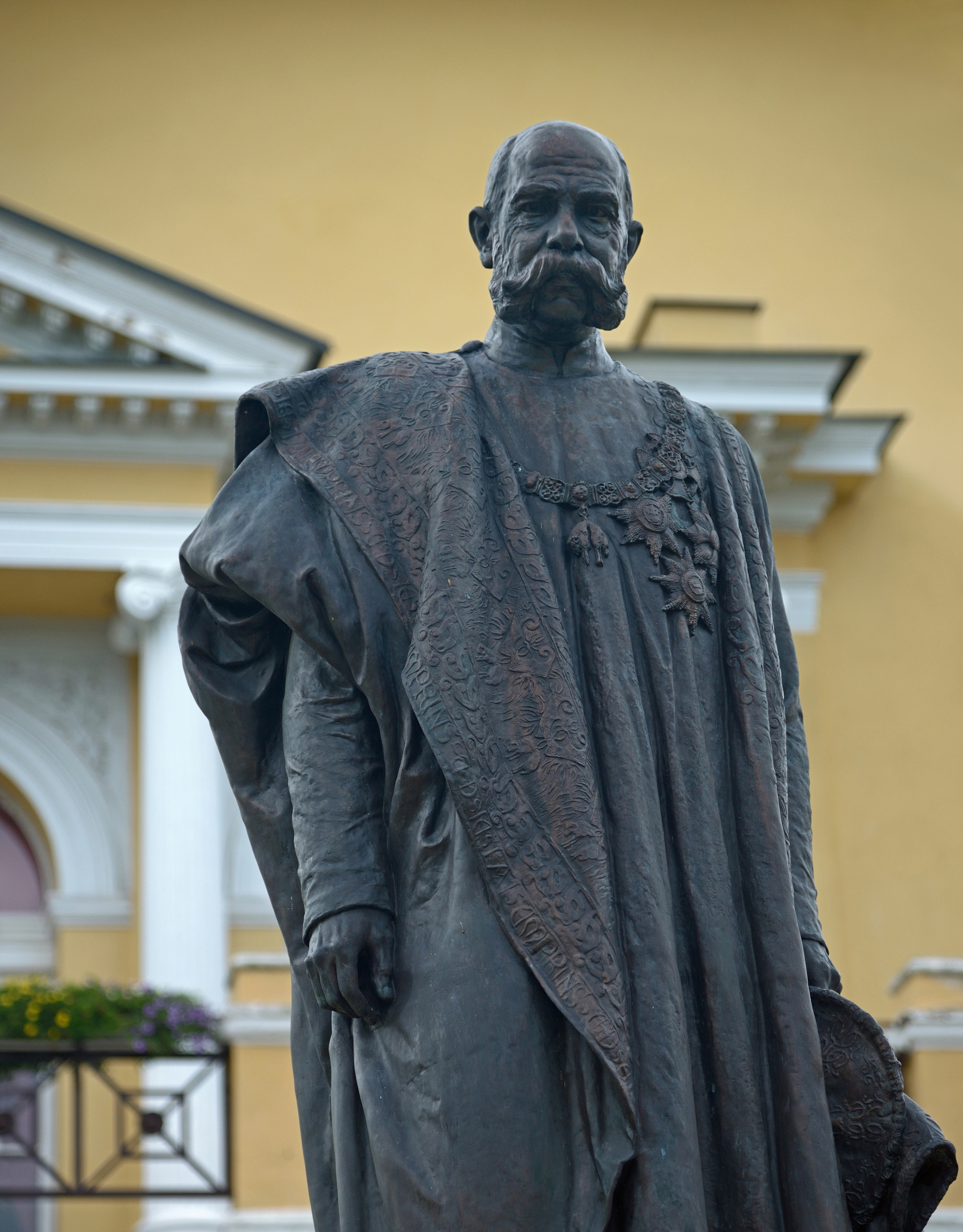
Пам'ятник імператору Францу Йосифу I
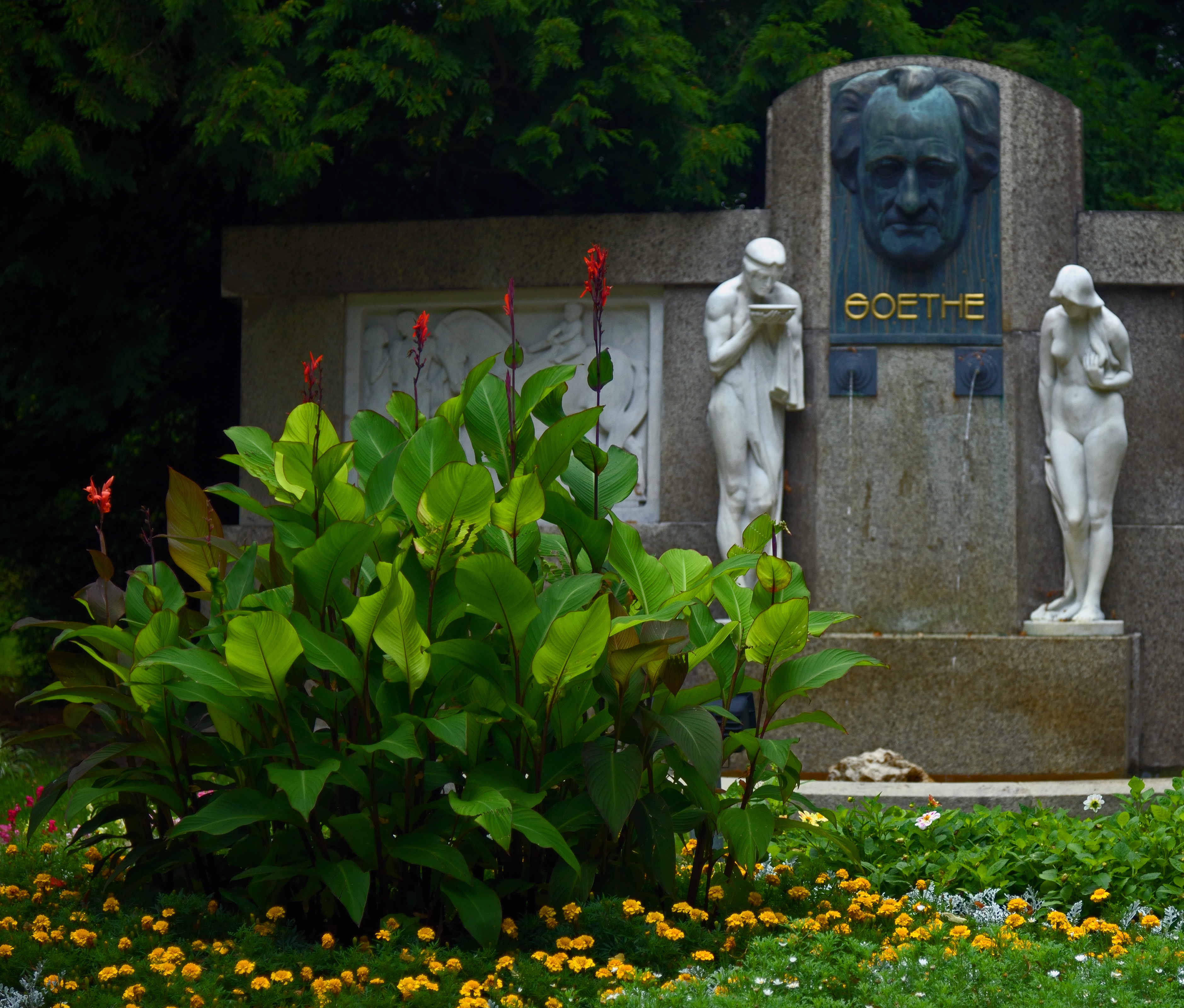
Пам'ятник поету Гете